# 岁月 (电视剧)
《岁月》是一部反映公务员职场生活的中国大陆电视剧。华录百纳公司出品。由刘江执导，全勇先编剧（改编自阎真小说《沧浪之水》），胡军、梅婷、于和伟、王早来、王彤等主演。2005年5月25日杀青，2010年7月11日才在北京卫视首播。该剧由于时间原因未能获得评奖资格，但是在中国权威媒体网站豆瓣网被评出9.4之高分。
该剧是时年36岁的青年独立导演刘江执导的第二个作品。女主角演员梅婷是第二次合作，男主角演员胡军，男配角演员于和伟是第一次合作，女配角演员王彤是刘江的妻子。外景地先在四川自贡市，后在重庆市。后期制作在北京完成。虽然该片没有及时被批准播放，但是华录百纳公司紧接着与刘江签订了导演一部新电视剧的合同。这就是于和伟主演的《局中局》。从此于和伟片约不断。
该剧摄影尚勇，作曲刘思军，美术谭小林，剪辑任家慧，制片主任周军。
刘思军邀请女歌手陈明演唱该剧主题歌《恨是爱的礼物》。这首歌曲意外流传出来，成为当年流行金曲。
该剧编剧全勇先于2012年凭借电视剧《悬崖》（刘进执导）获得第18届上海电视节白玉兰奖最佳编剧奖。
导演刘江于2020年凭借《老酒馆》拿齐中国电视三大导演奖，成为继郑晓龙之后第二个三奖大满贯获得者。
2023年爱奇艺视频网站将《岁月》视为经典作品，独家买断了《岁月》播放权。